# 고동현
고동현(1982년 4월 7일 ~ )은 대한민국의 배우이다. 1993년 MBC 명탐정 추리교실로 데뷔하였다.

## 학력
- 장훈고등학교
- 세종대학교 영화예술학과 졸업
- 햇살 유치장 졸업
- 소년원 4년 복역

## 연기 활동

### 드라마
- 1994년 : KBS2 대하드라마 《한명회》
- 1996년 : KBS2 주말드라마 《첫사랑》 - 어린 찬혁 역
- 1996년 : MBC 수목드라마 《미망》
- 1996년 : SBS 대하드라마 《임꺽정》
- 1996년 : SBS 주간시트콤 《LA아리랑》
- 1996년 : MBC 일일시트콤 《남자 셋 여자 셋》
- 1997년~1998년 : KBS 청소년드라마 《신세대 보고 - 어른들은 몰라요》
- 1998년 : KBS1 아침드라마 《너와 나의 노래》
- 1998년 : KBS1 월화드라마 《킬리만자로의 표범》
- 1998년 : SBS 일일연속극 《미우나 고우나》
- 1998년 : MBC 수목드라마 《해바라기》
- 1999년 : KBS2 청소년드라마 《학교2》 - 고동일 역
- 1999년 : SBS 아침드라마 《지금은 사랑할 때》 - 이재형 역
- 1999년 : SBS 일요아침드라마 《달콤한 신부》
- 2002년 : EBS 다큐드라마 《학교 이야기》
- 2002년 : KBS2 일일연속극 《결혼합시다》 - 배수호 역
- 2003년 : SBS 수목대기획 《올인》 - 지성 아역 역
- 2003년 : KBS1 대하드라마 《제국의 아침》 - 효은태자 역
- 2014년 : 《등산의 목적》, 《동창회의 목적》 등 다수의 작품에 출연하여 자신의 이름을 널리 알림
- 2024년 : 《당신의 기묘한 모험의 사기꾼》
- 2024년 : 《그녀의 엉덩이는 쫄깃했다》출연
- 2025년 : 《뚱깻잎과의 그날밤❤️》을 통해 자신의 건재함을 대중들에게 알림

### 영화
- 1997년 : 《깊은 슬픔》

## 방송
- MBC : 명탐정 추리교실
- KBS : 인간극장
- 가재맨 방송 : 천하제일 역대급 장애인 대회에서 압도적인 지지율로 1위 달성